# Thursday
Thursday (engl. für Donnerstag) ist eine im Jahr 1997 gegründete Post-Hardcore-Band aus New Brunswick (New Jersey, USA), deren Stil auch dem experimentellen Emo zugeordnet wird.

## Bandgeschichte
Als Thursday 1997 von Sänger Geoff Rickly, dem Gitarristen Tom Keely, Bassist Tim Payne und Schlagzeuger Tucker Rule gegründet wurden, war die Band mehr ein Ventil für die jugendliche Wut und Aggression. Dem späteren Erfolg tat es gut, dass die Bandmitglieder alle zusammen in einem Haus in New Jersey wohnten, dessen Keller häufig als Konzertraum für Bands wie At the Drive-In oder Hot Water Music diente, mit denen Thursday die Bühne teilten. Schon länger als lokale Größe bekannt, entdeckte 1999 das New Yorker Label Eyeball die Band und veröffentlichte das Debütalbum Waiting. Trotz intensiver Tourneen an der Ostküste der USA ließ der Durchbruch auf sich warten.
Erst als Thursday 2001 zu Victory Records wechselten und dort ihr zweites Album Full Collapse veröffentlichten, das sich aus dem Stand heraus allein in den USA über 200.000 mal verkaufte, kam der lang erwartete Erfolg. Selbst Musiksender wie MTV spielten Thursdays Singles Understanding in a Car Crash oder Cross Out the Eyes, bei einem von MTV veranstalteten Konzert durften Thursday ebenso spielen. Aufgrund von Unstimmigkeiten mit Victory wechselte Thursday 2003 erneut das Label zum Majorlabel Island Records und veröffentlichte das dritte Album War All the Time. Dies erschien in den USA im Herbst 2003, in Deutschland im Frühling 2004. 
Als zweites Album über Island Records wurde am 2. Mai 2006 A City by the Light Divided veröffentlicht, dessen erste Singleauskopplung der Song Counting 5-4-3-2-1 war. Die Band setzte nun stark auf die Hilfe digitaler Technik, welche dem bandeigenen Musikstil eine neue Geschmacksfärbung gab.
Ende März 2007 gab die Band bekannt, dass sie den Vertrag mit ihrem Plattenlabel gekündigt hat.
Im Mai 2008 durfte die Band beim Groezrock Festival Good Charlotte vertreten und war somit zum ersten Mal Headliner auf einem wichtigen europäischen Festival. Mitte Februar 2009 kam ihr neues Album Common Existence auf dem Label Epitaph Records heraus. Es folgten die Taste-of-Chaos-Tour durch Nordamerika und eine Europa-Tour im Zuge des „Give It a Name“-Festivals.
Nachdem im April 2011 das siebte Studioalbum No Devolución erschienen ist, gaben Thursday am 22. November 2011 ihre Auflösung bekannt.
Die Bandmitglieder betonten stets, vegan bzw. vegetarisch zu leben und engagierten sich bei der Tierrechtsorganisation PETA.
Im März 2016 kündigte die Band ihr Comeback für das Wrecking Ball Festival in Atlanta an.

## Stil
Ihre Musik zeichnet sich aus durch verzweifelt klingenden Gesang, der auch schrille Schreie kennt, Gitarrenriffs und ein prägnantes Schlagzeug, was zusammen einen impulsiven Eindruck ergibt. Ihr Stil bewegt sich so zwischen experimentellem, wenn auch langsamem, Emo und relativ poppigem Post-Hardcore. Manchmal wird ihr Stil auch dem Screamo zugeordnet.
In ihren Songs verarbeitet die Band Alltagsprobleme und -tragödien sowie Liebe und Freundschaft, wobei vereinzelt auch Gesellschaftskritik und (eher links-)politische Aussagen eingebaut werden.

## Diskografie

### EPs/Splits
- 2002 Five Stories Falling (Live-EP, Victory Records)
- 2008 Split-CD mit Envy (Temporary Residence Limited)

### Alben
- 1999 Waiting (Eyeball)
- 2002 Full Collapse (Victory Records)
- 2003 War All the Time (Island Records)
- 2006 A City by the Light Divided (Island Records)
- 2007 Kill te House Lights (CD/DVD) (Victory Records)
- 2009 Common Existence (Epitaph Records)
- 2011 No Devolución (Epitaph Records)

### Singles
- 2001 Understanding in a Car Crash
- 2002 Cross Out the Eyes
- 2003 Signals Over the Air
- 2003 For The Workforce, Drowning
- 2004 War All the Time
- 2006 Counting 5-4-3-2-1
- 2007 At This Velocity
- 2008 Resuscitation of a Dead Man
- 2024 Application for Release from the Dream
- 2024 White Bikes

### M. Shepard
Keine Singleauskopplung, jedoch eines ihrer bekannteren Lieder. In dem auf dem Album War All the Time vorzufindenden Track geht es um den Mord an Matthew Shepard, der 1998 in Laramie wegen seiner Homosexualität von zwei gleichaltrigen Mitstudenten ermordet wurde. Der Fall sorgte damals für großes Aufsehen und Thursdays Song M. Shepard wurde zu einem Protestsong gegen Fred Phelps und seine Anhänger, welche den Mord an Matthew S. befürworteten und mit Schildern wie Matthew in Hell für Aufsehen sorgten.